# Boguchwała Dolna
Boguchwała Dolna – przystanek osobowy w Boguchwale, w województwie podkarpackim, w Polsce, na linii Rzeszów Główny – Jasło.

## Ruch pasażerski
| Rok  | Wymiana pasażerska na dobę |
| ---- | -------------------------- |
| 2023 | 10-19                      |

## Ruch pociągów
Na stacji zatrzymują się pociągi tylko przewoźnika Polregio:
- Podkarpacka Kolej Aglomeracyjna Rzeszów Główny – Strzyżów nad Wisłokiem
- Regio do stacji Rzeszów Główny, Jasło, Sanok, Medzilaborce (sezonowo)[2].